# North East Island
North East Island ist die größte Insel im Archipel der zu Neuseeland gehörenden Snaresinseln im südwestlichen Pazifischen Ozean, rund 200 km südlich der Südinsel Neuseelands gelegen.

## Geographie
North East Island liegt, wie der Name vermuten lässt, im Nordosten der Snaresinseln. Die Insel hat die Form eines Dreiecks mit zwei langen Halbinseln als Verlängerung im Westen und im Süden. North East Island hat eine Länge von etwa 3 km in Ost-West-Richtung, eine Breite von 2,5 km in Nord-Süd-Richtung und weist eine Fläche von 280 ha (2,8 km²) auf. Sie stellt somit die mit Abstand größte Insel der Inselgruppe dar. Südlich von North East Island liegt Broughton Island, die zweitgrößte Insel der Snaresinseln. Die Insel erreicht im äußersten Westen eine Höhe von 130 m über dem Meer, was auch die höchste Erhebung der Inselgruppe darstellt.

## Tierwelt
Auf der Insel brüten verschiedene Hochseevögel, die häufigsten sind:
- Snarespinguin
- Snares-Marioschnäpper
- Farnsteiger
- Kapsturmvogel
- Antarktis-Seeschwalbe
- Weißstirn-Seeschwalbe
- Rotschnabelmöwe
- Dunkler Sturmtaucher

## Tourismus
Die Snaresinseln werden sehr selten von Kreuzfahrtschiffen im Rahmen einer sog. Expeditionskreuzfahrt angelaufen. Der Zweck ist meist die Vogelbeobachtung. Ein Beispielschiff ist die MS Spirit of Enderby.